# ویلیام کریون، اولین ارل کریون
ویلیام کریون، اولین ارل کریون (انگلیسی: William Craven, 1st Earl of Craven; ۲۸ سپتامبر ۱۷۷۰ – ۳۰ ژوئیهٔ ۱۸۲۵) نظامی و سیاست‌مدار اهل پادشاهی متحد بریتانیای کبیر و ایرلند بود.